# Годлевский, Эмиль (старший)
Эмиль Годлевский (30 июня 1847, Красоцин Польша — 11 сентября 1930, Краков) — польский физиолог растений и агрохимик.

## Биография
Родился 30 июня 1847 года в деревне Красоцин. В 1869 году окончил Варшавский университет. C 1878-по 1919 год занимал должность профессора Краковского университета, с 1919-по 1928 год — заведующий отделом института сельского хозяйства в Пулавах. С 1928 года на пенсии.
Отец Эмиля Годлевского (младшего), врача, профессора эмбриологии и биологии и Тадеуша Годлевского, физика и радиохимика.
Скончался 11 сентября 1930 года в Кракове.

## Научные работы
Основные научные работы посвящены фотосинтезу.
- Изучал дыхание растений, поглощение ими воды, перемещение в них воды и минеральных веществ.
- Доказал, что углерод в процессе нитрификации усваивается из углекислого газа воздуха.
- Разработал методику оценки плодородия почв по химическому составу выращенных на них растений.